# LXXXV Corpo de Exército (Alemanha)
O LXXXV Corpo de Exército (em alemão:LXXXV. Armeekorps) foi um Corpo de Exército alemão que operou durante a Segunda Guerra Mundial.

## Comandantes
| Comandante                                            | Data                                            |
| ----------------------------------------------------- | ----------------------------------------------- |
| General der Infanterie Baptist Kniess                 | 10 de julho de 1944 - 15 de novembro de 1944    |
| General der Infanterie Friedrich-August Schack        | 15 de novembro de 1944 - 16 de dezembro de 1944 |
| General der Panzertruppen Smilo Freiherr von Lüttwitz | 16 de dezembro de 1944 - 8 de maio de 1945      |

## Área de operações
| Sul da França                     | julho de 1944 - dezembro de 1944 |
| Frente Ocidental & Checoslováquia | dezembro de 1944 - maio de 1945  |